# 亚历山大 (黑森-达姆施塔特)
亚历山大·路德维希·格奥尔格·弗里德里希·爱弥尔（Alexander Ludwig Georg Friedrich Emil，1823年7月15日—1888年12月15日），出生于达姆施塔特。黑森-达姆施塔特王子，黑森和莱茵王子。是黑森和莱茵河畔大公路德维希二世与妻子巴登的威廉明妮·路易丝公主的第三子。也有传闻怀疑是大公夫人威廉明妮·路易丝与情夫奥古斯特·冯·塞纳尔克棱斯·德·格朗希男爵（August von Senarclens de Grancy）的私生子。但是路德维希大公却公开承认其为自己的儿子。

## 家庭
1851年与平民茱莉亞·郝克结婚，茱莉亞被封为巴腾堡女亲王，他们的后代称巴腾堡亲王或女亲王，他们婚后有四子一女：
- 玛丽（1852年7月15日-1923年6月20日）；
- 路德维希（1854年5月24日-1921年9月11日）；
- 亚历山大（1857年4月5日-1893年10月23日）（1879年成為保加利亞大公，稱亞歷山大一世）；
- 海因里希（1858年10月5日-1896年1月20日）；
- 法蘭茲·约瑟夫（1861年9月24日-1924年7月31日）。

日后英国的蒙巴顿元帅和西班牙国王阿方索十三世的王后维多利亚·尤金妮亚就是亚历山大王子的孙子和孙女。